# 堺線香工業協同組合
堺線香工業協同組合（さかいせんこうこうぎょうきょうどうくみあい）は、大阪府堺市内の線香製造メーカーによる業界団体である。前身の沈香屋仲間は天正年間以前に遡る。

## 概要
- 所在地 - 大阪府堺市堺区市之町東3丁2-3
- 代表 - 代表理事 森島秀和
- 主な事業
  - 線香及び原材料の取扱
  - 販路開拓を図るための展示会、品評会等の開催、及び参加
  - 経営及び技術の向上のための研究

## 沿革
- 天正年間（1573年～1591年）以前に組合設立。
- 寛文5年（1665年） - 諸商仲間組合解散令にて解散。
- 享保15年（1730年） - 沈香屋仲間、線香屋仲間の二派により組合結成 。
- 明治4年（1871年） - 諸商業株解散の令で解散。
- 明治8年（1875年） - 堺県税提出の為、沈香組合合併し、堺線香香具商仲間として税提出。
- 明治14年（1881年） - 堺県が廃止されて大阪府に所属。府知事の許可を得て仲間規約を制定（大阪府甲第222号）。堺薫物線香商組合に改名。
- 昭和44年（1969年）4月 - 堺線香工業協同組合設立 。

### 歴代代表理事
初代　北村　國三郎
二代　鈴木　淳三郎
三代　中田　雅一郎
四代　北村　欣三郎
五代　奥野　圭作
六代・十一代　森島　秀和
七代　鈴木　壮一
八代　冨田　和弘
九代　大塚　一央
十代　奥野　浩史

## 主な加盟企業
- 奥野晴明堂
- 貴田沈清堂
- 薫明堂
- 森島如鳩堂
- 香文堂
- 東芳堂
- イズミトレーディング

## 主な取り組み

### 堺線香グローカルプロジェクト
2007年度おおさか地域創造ファンドの助成金を受け、大阪府立堺工科高等学校と協働し、江戸時代後期から大正時代前期まで使用されていた線香の「押し出し機」を復元する。これを用いて市内の小中学校やイベンドなどで「線香づくり体験」を実施する。
この押し出し機を活用して土・日曜日を中心に、常設の会場やイベントにおいて、観光客を対象とする自分で香りを調合した「世界でたったひとつの線香づくり」体験を実施する。